# Masterpieces (álbum de HammerFall)
Masterpieces es el segundo álbum recopilatorio de la banda sueca de heavy metal HammerFall, publicado el 25 de junio del 2008 por el sello Nuclear Blast.

## Lista de canciones
| N.º | Título                                                    | Escritor(es)                                  | Duración |  |
| 1.  | «Child of the damned (Warlord cover)»                     | Tsamis                                        | 3:44     |  |
| 2.  | «Ravenlord (Stormwitch cover)»                            | Spengler                                      | 3:33     |  |
| 3.  | «Eternal dark (Picture cover)»                            | Lovell, Jaarsveld, Vreugdenbil, Manen, Bakker | 3:10     |  |
| 4.  | «Back to back (Pretty Maids cover)»                       | Hammer, Owen, Atkins                          | 3:40     |  |
| 5.  | «I want out (Helloween cover)»                            | Hansen                                        | 4:39     |  |
| 6.  | «Man on the silver mountain (Rainbow cover)»              | Blackmore, Dio                                | 3:27     |  |
| 7.  | «Head over heels (Accept cover)»                          | Accept, Deaffy                                | 4:38     |  |
| 8.  | «Run with the devil (Heavy Load cover)»                   | Wablquist                                     | 3:38     |  |
| 9.  | «We´re gonna make it (Twisted Sister cover)»              | Snider                                        | 3:37     |  |
| 10. | «Breaking the law (Judas Priest cover)»                   | Downing, Tipton, Halford                      | 2:14     |  |
| 11. | «Angel of mercy (Chastain cover)»                         | Chastain                                      | 5:42     |  |
| 12. | «Rising force (Yngwie J. Malmsteen's Rising Force cover)» | Malmsteen, Turner                             | 4:31     |  |
| 13. | «Detroit rock city (Kiss cover)»                          | Stanley, Ezrin                                | 3:56     |  |
| 14. | «Crazy nights (Loudness cover)»                           | Takasaki, Nibara                              | 3:41     |  |
| 15. | «När vindarna viskar mitt namn (Roger Pontare cover)»     | Holmstrand, Jansson, Dabl                     | 3:09     |  |
| 16. | «Flight of the warrior* (Riot cover)»                     | Reale, Van Stavern, Moore                     | 4:22     |  |
| 17. | «Youth gone wild* (Skid Row cover)»                       | Bolan, Sabo                                   | 3:20     |  |
| 18. | «Aphasia* (Europe cover)»                                 | Norum                                         | 2:34     |  |

*Previously unreleased

## Formación
- Joacim Cans - Voz
- Oscar Dronjak - Guitarra y voz
- Anders Johansson - Batería
- Stefan Elmgren - Guitarra y voz
- Fredrik Larsson - Bajo

- Datos: Q2569935